# Sandy Point (Texas)
Pour les articles homonymes, voir Sandy Point.
Sandy Point est une petite ville située au nord de la partie centrale du comté de Brazoria, au Texas, aux États-Unis. Elle est incorporée en 2012, afin de ne pas être incorporée à la ville de Missouri City.

### Source de la traduction
- (en) Cet article est partiellement ou en totalité issu de l’article de Wikipédia en anglais intitulé « Sandy Point, Texas » (voir la liste des auteurs).